# Thilo Stralkowski
Thilo Stralkowski (født 2. maj 1987) er en tysk tidligere hockeyspiller. 
Stralkowski spillede for Uhlenhorst Mülheim og spillede på det tyske landshold i perioden 2011 til 2015. Hans første succes kom ved indendørs-VM i 2011, hvor Tyskland med Stralkowski vandt guld. Samme år var han også med til at vinde EM udendørs. Året efter var han med til at vinde EM indendørs.
Han repræsenterede Tyskland ved OL 2012 i London. Her indledte tyskerne med at blive nummer to i deres pulje, hvorpå de i semifinalen besejrede Australien 4-2, inden de vandt OL-guldet med sejr på 2-1 over Holland, mens Australien blev nummer tre.
I 2013 var Stralkowski også med, da Tyskland igen vandt EM udendørs. Hans sidste landsholdoptræden kom ved indendørs-VM i 2015, hvor Tyskland vandt bronze.